# Entobia

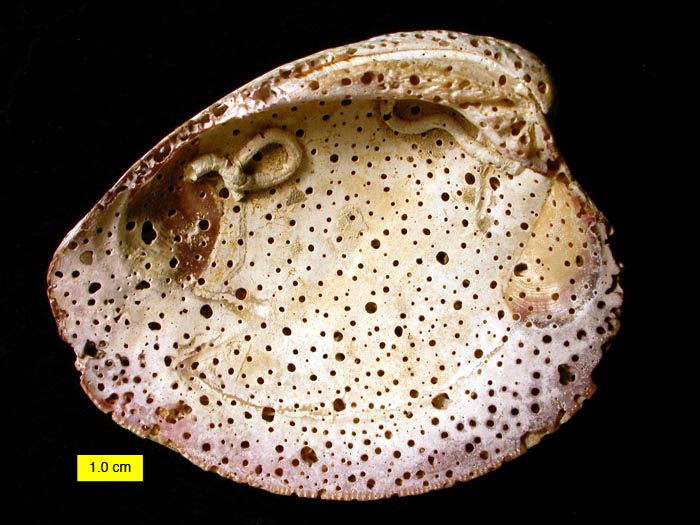
Entobia sur coquille de bivalve moderne (de l'espèce Mercenaria mercenaria, en Caroline du Nord. À l'intérieur de la coquille, des centaines de chambres sont reliées à leurs voisines par de courts tunnels, mais l’intégrité générale de la coquille a été respectée par l’éponge

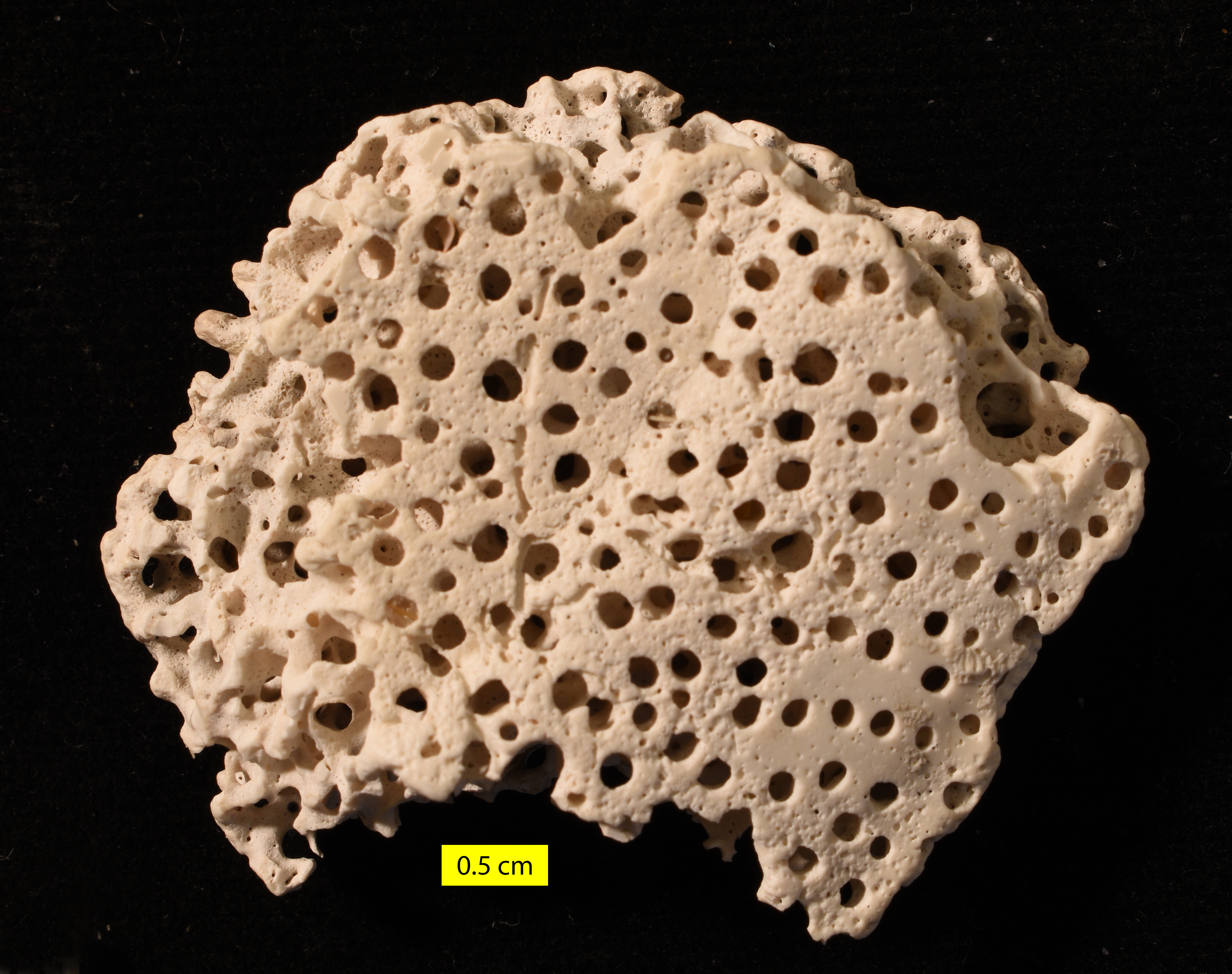
Traces (Entobia) visibles dans une huître moderne (macrophotographie). On distingue ici les « chambres » caractéristiques creusées par l'éponge, reliés entre elles par des canaux courts dans lesquels circulaient l'eau aspirée par l'éponge, et rejetée après qu'elle y a prélevé ses aliments (Bromley, 1970).

Dans le domaine de la paléontologie et plus précisément de la paléoichnologie (étude des traces anciennes de la vie), on appelle Entobia les traces fossiles (anciennes ou récentes) laissées par certaines éponges perforantes dans un substrat dur.

## Description
L'entobia n'est généralement que la partie externe et visible du travail de l'éponge.
Elle vivait entièrement cachée dans la roche ou la coquille, uniquement trahie par les papilles qui garnissaient les orifices des canaux (canaux inhalants et exhalants). Mais quand la surface a été entièrement érodée (par l'éponge ou par d'autres phénomènes érosifs), des réseaux de courtes galeries plus ou moins ramifiées, réunissant des élargissements réguliers, dits chambres, deviennent clairement visibles.
L'entobia - quand elle est visible à l'œil nu - apparait donc sous la forme de constellations de trous éparpillés sur la surface du substrat ou sous la forme de réseaux de galeries et chambres.
- Les trous creusés par les microéponges ne mesurent que quelques micromètres de diamètre. Ils peuvent être confondus avec des galeries perforantes faites par certains champignons ou algues perforants[1];
- Les éponges moyennes laissent des trous et galeries ou chambres visibles (de 1 à quelques millimètres, comme sur la photo ci-contre).
- Les plus grandes espèces perforantes (par exemple Siphonodyction) peuvent creuser des galeries plus profondes, plus larges et réunissant des chambres sphériques atteignant plusieurs centimètres de diamètre[1].

## Les éponges perforantes
Elles contribuent au phénomène dit de « bioérosion ». Les éponges perforantes actuellement connues appartiennent à 2 familles :
- Clionidae dont le genre le plus répandu est Cliona ;
- Phloeodictyidae dont le genre Siphonodyction.

Cliona stationis Nason est l’espèce la moins méconnue du public, car elle s'attaque aux coquilles d'huitres (de culture et sauvages) et inquiète les ostréiculteurs. Certaines espèces, récemment découvertes sont minuscules et produisent des trous et galeries de quelques microns de diamètre seulement. Chez d'autres espèces, les chambres sont réunies en grappes.
On connait plus de 22 espèces vivantes en Méditerranée, dont par exemple Cliona viridis (Schmidt, 1862)) .

## Les substrats où peuvent être trouvés des entobia
Ce substrat peut être :
- des coquilles d'animaux marins,
- des roches calcaires, qui peuvent alors avoir été forées et colonisées par une ou plusieurs espèces d'éponge endolithe, et éventuellement à des époques successives
- de l'os ou de la corne immergés
- des matériaux coralliens morts ou vivants, constitués de carbonate de calcium)

## Mécanisme
Les éponges forent le carbonate de calcium par un double mécanisme, à la fois chimique et mécanique, ou à l’aide d’algues symbiotes (par exemple, l'éponge marine tropicale DysMea herbacea abrite en son sein un grand nombre d'une cyanobactérie filamenteuse). D'autres espèces (comme le font les coraux) vivent en symbiose avec des zooxanthelles. Elles peuvent couvrir plusieurs mètres carrés du fond marin.

## Fossiles
Ces éponges sont anciennes. 
Les éponges qui ont laissé ces traces fossiles semblent avoir été la première source de bioérosion des carbonates marins au Mésozoïque et au Cénozoïque.
On en connait de nombreux fossiles, dès l’époque du Dévonien (par exemple dû à l’éponge Topsentopsis devonica qui s’attaquait à d’autres éponges au squelette fortement calcifié du genre Stromatoporoidea). 
On en a trouvé jusqu’aux périodes les plus récentes, en passant par le crétacé (Taylor et Wilson, 2003; Tapanila, 2006). Des éponges parasites capables de dissoudre le calcaire vivent encore dans tous les océans.